# Sebastião Lapola
Sebastião Lapola (Nova Europa, 23 de junho de 1940 – Campinas, 30 de agosto de 2016) foi um futebolista, treinador e gerente de futebol brasileiro.

## Carreira

### Futebolista
Entre 1958 e 1962, atuou pelo Palmeiras, onde fez apenas 14 partidas, sendo 8 vitórias, 3 empates e 3 derrotas e não marcou nenhum gol.
Em 1962, se transferiu para a Ponte Preta. Na Macaca, em 63, ele formou meio-campo com Urubatão Calvo Nunes na dramática final da Segunda Divisão contra a Portuguesa Santista, no Moisés Lucarelli. O jogo terminou um 1 a 0 para a Briosa, gol de Samarone.

### Treinador
Depois de pendurar as chuteiras em 1972, concluiu o curso de Educação Física.
Em 1980, foi a revelação da Segunda Divisão (atual Série A2), sendo eleito pela revista Placar o melhor técnico do interior paulista, quando levou o Aliança Clube, de São Bernardo do Campo, às semifinais.
Em janeiro de 1981, assumiu o EC São Bento para a disputa da Taça de Prata e do Campeonato Paulista de 1981. No segundo semestre do mesmo ano, dirigiu o Santo André.
Em agosto de 1982, foi convidado pela Federação Paulista para técnico permanente dos juniores. Com a Seleção Paulista de Juniores venceu o Campeonato Brasileiro de 1982.
Teve uma passagem rápida de pouco mais de 100 dias, de janeiro a abril de 1983, pela Ferroviária de Araraquara, onde disputou a Taça de Ouro, enfrentando adversários da melhor qualidade e se classificando nas duas primeiras fases em primeiro lugar nos seus grupos, chegando a uma fase mais importante e dando trabalho aos difíceis oponentes. Lapola deixou a agremiação araraquarense após o penúltimo jogo, contra o Sport Recife, depois de sofrer quatro derrotas seguidas.
Ainda em 1983, comandou a Seleção Brasileira de Novos na disputa do Torneio de Toulon, onde foi campeão.
Atuou muitos anos no Oriente Médio, onde abriu o mercado para outros brasileiros e virou referência pelo seu ótimo trabalho.
Em agosto de 1989, voltou ao Santo André, após 8 anos.
Trabalhou com destaque no Goiás, comandando o time que chegou à final da Copa do Brasil, em 1990, onde o Esmeraldino fez 10 jogos, perdendo apenas dois, um deles justamente na final, contra o Flamengo. Ao todo, considerando também a passagem pelo Verdão no Brasileirão de 1992, o treinador conquistou 18 vitórias e 20 empates, em 53 jogos.
Em 1991, comandou a Portuguesa no Campeonato Paulista.
Comandou a Ponte Preta durante o primeiro turno do Campeonato Paulista de 1994.
Comandou o Palmeiras como interino durante o Campeonato Paulista de 1997.

### Gerente
Após se aposentar dos campos, nos anos 70, foi Supervisor de Futebol do Santo André. Em 1978, foi emprestado à Inter de Limeira por três meses, como supervisor técnico.
Ele foi executivo esportivo, tendo sido um dos homens fortes da Parmalat, quando esta era parceira do Palmeiras, nos anos 90. Deixou o clube em fevereiro de 2003.

## Morte
Lapola não estava bem de saúde desde 2014, quando teve um AVC e morreu no dia 30 de agosto de 2016, aos 75 anos, na cidade de Campinas.